# Статеві відмінності в освіті

Карта країн з гендерною різницею у грамотності. Синій колір позначає країни, де рівень грамотності жінок вищий; червоний колір позначає країни, де рівень грамотності чоловіків вищий.

Статеві відмінності в освіті, Сексизм в освіті, Гендерна дискримінація в освіті  — один з видів гендерної дискримінації в системі освіти, що стосуються як жінок, так і чоловіків під час і після їх освітнього досвіду. В середньому чоловіки мають більше шансів бути грамотним на глобальному рівні, хоча жінки більш грамотні в деяких країнах. У всьому світі на 100 грамотних чоловіків припадає 88 жінок. У деяких країнах ця різниця ще більша, наприклад, в Бангладеш — на кожні 100 чоловіків тільки 62 жінки грамотні. Хоча жінки і чоловіки можуть мати однаковий рівень освіти, проте для жінок є ускладненим кар'єрне зростання, опанування високих керівних посад, майбутнє працевлаштування та фінансові проблеми. Є в сучасному суспільстві і більш «чоловічі сфери», — коли жінки займають керівні ролі у компаніях, чоловіки цьому протидіють.

## Статистика

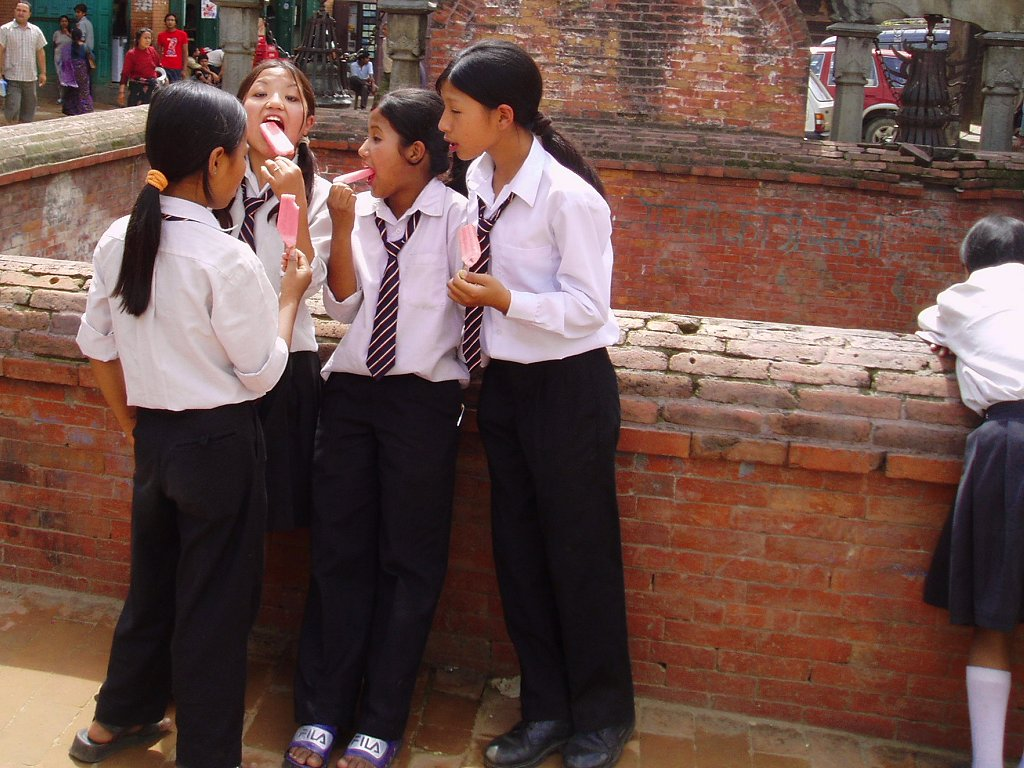
Починаючи з 20 століття, дівчата все частіше воліють відвідувати школу і коледж.

Згідно дослідженню ОЕСР у 43 розвинених країнах, 15-річні дівчатка випереджають хлопчиків у грамотності і є більш впевненими, ніж хлопчики, щодо отримання високооплачуваної роботи. У США дівчатка істотно випереджають хлопчиків у письмовій формі на всіх рівнях початкової та середньої освіти. Однак, хлопчики дещо випереджають дівчаток в математичних здібностях.

### Жіноча більшість в університетах
З 1990-х кількість чисельність контингенту університетських містечок Канади значно зросла. Найпомітнішим є зростання жіночого сегменту, який перевершив чисельність і участь їх колег-чоловіків. Хоча участь обох статей у вишах зростає, показники жінок ростуть швидшими темпами, ніж чоловічі. У США 2005 року співвідношення чоловіків і жінок серед студентства університетів (college gender gap) було 43 до 57. Крім того, в 2005—2006 роках, жінки отримують більше дипломів молодшого спеціаліста, бакалавра та магістра, ніж чоловіки, і отримали 48,9 % докторських звань проти 49,8 % з перших професійних ступенів. Розрив поступово збільшується, і в 2014 році майже 45 % жінок мали ступінь бакалавра, у порівнянні з 32 % чоловіків зі ступенем бакалавра. Тенденція зберігається і в інших країнах, наприклад, жінки отримують 58 % вчених ступенів у Великій Британії і 60 % в Ірані. У Канаді 15 % гендерний розрив в складі студентства університетів на користь жінок, а також найдовша у світі тривалість перебування жінок в освітніх закладах. Christofides, Hoy, та Yang вивчали цей 15 % розрив з ідеєю «University Premium». Drolet пояснює цей феномен у статті (2007, «Minding the Gender Gap»): «Університетський ступінь має більшу окупність для жінок по відношенню до того, що вони могли б заробити, якщо б мали тільки шкільний диплом, тому що чоловіки традиційно мали більше можливостей для робочих місць, які добре оплачуються, навіть без вищої освіти».

Форми дискримінації за статтю в освіті
Гендерна дискримінація в галузі освіти застосовується до жінок кількома способами. По-перше, багато соціологів освіти розуміють освітню систему як інститут соціального і культурного відтворення. Наявні моделі нерівності, особливо для гендерної нерівності, відтворюються в школах через формальні і неформальні процеси. У західних суспільствах ці процеси можна простежити назад до дошкільних закладів і початкової школи. Дослідження, такі як Мей Лінг Халім і співавт., 2013, показали, що діти знають про гендерні стереотипи з раннього віку, бо вони піддаються підвищеному впливу засобів масової інформації, а також гендерним стереотипам поведінки навколишніх дорослих, найсильніше позначається на уявленнях щодо стереотипних гендерних ролей, незалежно від етнічної приналежності. Дійсно, за гендерною схемою Сандри Бем, діти вбирають гендерні стереотипи, спостерігаючи за поведінкою навколишніх людей, а потім імітують дії тих, кого вони вважають своєї власної статі. Отже, якщо діти отримують гендеровані сигнали з навколишнього середовища, очевидно, що перші роки навчання дітей є одними з найвирішальніших для розвитку уявлень про гендер, гендерну ідентичність і є відповідальними за закріплення шкідливих понять про відмінності в ролях чоловіки і жінки. Дженні Роджерс визначає, що гендерні стереотипи існують у різних формах в основній школі, у тому числі узагальнення досягнень рівнів за статтю і ставлень вчителів та вчительок до поведінки дітей різної статі. 

### Прихований навчальний план
В її кількісному дослідженні 1978 року Кетрін Кларрікайтс провела польові спостереження та інтерв'ю з британськими вчителями початкових класів з різних шкіл, що розташовані у сільських і міських багатих і менш багатих районах. Її дослідження підтверджує Дженні Роджерс про затвердження гендерних стереотипів і дискримінації в аудиторіях. У виписці з одного з інтерв'ю, вчителі стверджували, що «такі предмети, як географія… де хлопці все ж кращі… у них є факти, тоді як дівчатка схильні бути трохи більше несвідомими в більшості речей».  Між тим інші вчителі стверджували, що «вони (дівчата) не використовують фантазію, яка є у хлопців» і що «я так бачу, що ви можете зацікавити хлопчиків трохи простіше, ніж дівчат… дівчата мають свій власний набір ідей — це завжди… і їдуть додому на чай… в той час як хлопчиків ви можете утримати, щоб написати щось дійсно цікаве…».  В іншому інтерв'ю, вчителі сприймають гендерні поведінкові відмінності, зазначивши, що «…дівчата, схоже, типово жіночні, а хлопчики, здається, як правило, мужні… ви знаєте, більш агресивні… ідеал справжнього чоловіка повинен бути»,  у той час як інший категорії хлопчиків характеризували як більш «агресивних, сміливіших, ніж дівчатка».  При розгляді гендерної схеми Бем не важко зрозуміти, як учні та учениці можуть переймати різні поведінкові сигнали гендерної диференціації та узагальнення від своїх вчителів, і це потім виявляється в гендерованих освітніх інтересах і рівнях підготовки. Кларрікайтс назвала дане зміщення «прихованим навчальним планом», оскільки це відхилення від офіційної програми, яка не має робити відмінності за ознакою статі.  Вона зазначає, що прихований навчальний план виникає від власних невідрефлексованих уявлень педагогічного складу про гендерну поведінку і змушує їх діяти на користь хлопчиків, але на шкоду дівчаткам. Це в кінцевому підсумку призводить до викривлених увялень учнівства про себе. З посиланням на дисертацію Патрісії Півнік 1974 р. про американські початкові школи, Кларрікайтс стверджує:
Цілком можливо, що з допомогою суворішого тону для керування поведінкою хлопчиків, ніж для дівчаток, вчителі насправді сприяють агресивному і зухвалому духу, який вважається «мужнім» в нашій культурі… в той же час, «жіночність», яка вчителями посилюється у дівчаток, може стимулювати нарцисизм і пасивність, що призводить до зниження мотивації та успішності у дівчаток.
Цей аналіз підкреслює, що «прихований навчальний план» вчителів завдає шкоди обидвом статям на все подальше життя.

### Лінгвістичний сексизм
Лінгвістичний сексизм Кларрікайтс розглядає як елемент «прихованої навчальної програми» і визначає його як постійне і несвідоме використання слів і граматичних форм вчителями шляхом, які принижують жінок і підкреслюють переваги чоловіків, не тільки під час уроків, але і у випадках накладення дисциплінарних стягнень.  Проблематика включає:
- гендерованість тварин і неживих персонажів. Вчителі, разом з телеведучими і героями, а також навчальними матеріалами, звертаються до динозаврів, панд, білочок і математичні символи словами «він», «його», «йому», цим доносячи до дітей, що всі ці тварини тільки чоловічої статі. Між тим, словом «вона» називають тільки материнської постаті, такі як сонечка, корови і кури. Як наслідок, шкільні підручники, ЗМІ та зміст навчальних програм дають ученицям та учням враження, що жінки не створюють історію, нездатні змінювати світ, в той час як чоловіки можуть. [18]
- вибір прикметників, якими вчителі сварять або винагороджують своїх учнів та учениць. «Якщо хлопчики виходять з-під контролю, вони вважаються 'галасливими', 'грубими', 'наполегливими', 'бешкетниками' і 'авантюрними (ризиковими)'», в той час як до дівчаток ставляться як до «'метушливих', 'стервозних', смішливих', 'злісних' і 'дурних'». Висновується, що терміни, що застосовуються для хлопчиків, передбачають позитивність маскулінної поведінки, тоді як категорії, використовувані для дівчаток, є більш зневажливими.[18] Цю різницю в учительській реакції на однакову поведінку можна розглядати як внесок у розвиток гендерної стереотипності поведінки у молодших школярів і школярок.
- відмінність у покаранні чоловічого і жіночого використання «неправильної мови»; дівчатка, як правило, засуджуються суворіше, порівняно з хлопчиками, через неусвідомлювані уявлення про гендерну належну поведінку. Доки дівчата були визнані як «нежіночні», використовуючи «грубу» мову, ті ж слова у вустах їх колег-чоловіків розглядалися як частина нормальної чоловічої поведінки, і вони були засуджені менш жорстко. Це створює лінгвістичні подвійні стандарти, які можуть сприяти довгостроковим гендерним відмінностям у поведінці. [18]

Кларрікайтс підсумовує дослідження, зазначивши, що для юних учениць-дівчаток складається ситуація «пастки-22». Якщо дівчина відповідає інституційованим ідеалам, виконуючи уроки, розмовляючи належним чином і не турбуючи вчителів, потім її успіх применшується у порівнянні з еквівалентним у учня-хлопця. Дійсно, вона є «пасивною», або «добрішою» і «меншою», ніж її сусіди-вихованці. Як наслідок, це підкріплення буде сприяти покірності і самоприниженню; якості, які суспільство системно заохочує для жінок, при цьому відкрито не схвалюючи. Однак, якщо учениця несумлінна, вживає ненормативну мову, порушує дисципліну, вона буде покарана більш суворо, ніж її сусід по парті, а також розглядатися в більш негативному світлі: як проблемна і руйнівна для класу; що в кінцевому підсумку може вплинути на її успішність і кар'єрні перспективи в майбутньому. Крім того, якщо учениця здатна вижити в школі-інституті наполегливою і впевненою в собі особистістю, то вона буде як і раніше стикатися з багатьма проблемами на робочому місці, де ці характеристики у жінок часто сприймаються як «владність» або «самовпевненість». 

### Домінування гетеронормативності
Проблемою в області гендерної рівності, в тому числі в початковій школі, є переважання гетеронормативності і гетеростереотипів. Посилаючись на дослідження Гуапс, Роджерс стверджує, що гетеронормативной дискурс досі залишається нормою, як у школах, так і у рамках західного суспільства. Гендер і гетеростереотипи нерозривно пов'язані між собою, у зв'язку з очікуваннями від жінок сексуального потягу до чоловіків і навпаки, а також частини його гендерних показників. Таким чином, одна з основних проблем у сфері гендерної рівності — приховування сексуального різноманіття, що знаходиться під впливом гетеронормативності.  Роджерс вказує, що хоча Закон про реформу освіти 1988 року у Великій Британії дозволив збільшити можливості для гендерного різноманіття шляхом забезпечення вивчення одних і тих же предметів представниками обох статей, з іншого боку, гетеростереотипи посилюються розділом 28 1988 Акту місцевого самоврядування, який дискредитує гомосексуальність. Це викликало суттєві перешкод у повсюдному визнанні гомосексуальноті і, отже, розвитку гендерної рівності в школах.  Незважаючи скасування цього закону в 2003,  учні та учениці, що ризикують бути дискримінованими у результаті гендерних упереджень «прихованого навчального плану», найбільше страждають ще й від гендерних та гетеростереотипів. Роджерс описує такі навчальні підходи як конформні до гегемонної маскулінності, і приписує їм маргіналізацію студентів і студенток, які не відповідають стереотипним гендерним ролям. 

### Трансляція культурних норм
Культурні норми інституціалізують дискримінацію за ознакою статі шляхом освіти. Наприклад, суспільство нав'язує ідею про те, що всі жінки повинні народжувати і відповідати за основну частину виховання дитини. Тому жінки змушені обирати освітні траєкторії, які призводять до професій, які можлива тривала відпустка, аби виконувати всі пов'язані зі спільною дитиною обов'язки. Дитячі шлюби є іншим визначальним чинником у припиненні формальної освіти і низького рівня грамотності жінок в різних частинах світу. За даними дослідження, проведеного ЮНІСЕФ в 2013 році, одна з трьох дівчат у країнах, що розвиваються, виходить заміж до 18 років. В якості загальноприйнятої практики у багатьох культурах, інвестиції в жіночу освіту приділяється мало уваги, у той час як упор робиться на чоловіків і хлопчиків, щоб виростити «годувальників».
Прихована навчальна програма може примножувати дискримінацію в системі освіти. Адже це ідея про те, що раса, клас і гендер впливають на уроки, які викладаються в школах. Крім того, це ідея, що певні цінності та норми мають прищеплюватися через навчальний план. Наприклад, історія США часто підкреслює важливу роль, котру білі чоловіки грають у розвитку країни. Деякі програми навіть були переписані, щоб підкреслити ту роль, яку зіграли білі чоловіки. Прикладом цього може історія воєн. Навчальний план про громадянську війну побудовано, як правило, щоб підкреслити ключових гравців, таких як Улісс Грант, Robert E. Lee, Авраам Лінкольн. У той час як жінки або небілі чоловіки, такі як Гаррієт Табмен в якості шпигунки для Союзу, Гаррієт Бічер-Стоу або Фредерік Дуглас, применшуються в їх участі у війні.

### Різні навчальні програми
Обширна проблема полягає в тому, що навчальні теми і дисципліни вважаються «чоловічими» або «жіночими». В розвинених країнах з можливістю самостійного вибору курсів учнями та ученицями провідну роль у майбутній гендерній сегрегації ринку праці відіграють уже сформовані у дітей гендерні стереотипи про «жіночі» та «чоловічі» заняття. Курси економіки і поглиблених технічних наук розглядаються як більш «мужні», в той час як домашня економіка, домашнє господарство, мистецтво або гуманітарні науки — як «жіночніші». Проблеми настають, коли студенти і студентки отримують різне обходження (вибираючи гендерно-нестереотипні курси) та освіту (вибираючи «відовідні» своїй статі курси) через їх стать або расу. А тим часом в Україні та ряді пост-радянських країн низки уроків проводяться для учнів та учениць окремо — і ця дискримінація є законодавчо затвердженою, оскільки реалізується за навчальними планами міністерств освіти. Так, шкільний предмет «трудове навчання» досі для хлопчиків включає столярство, роботу з металом, виготовлення предметів побуту та технології, а для дівчат обмежується кулінарією, виготовленням одягу, вишиванням тощо. Практикуються роздільне вивчення тем репродукції і фізіології статі на уроках з предмету «Охорони безпеки життєдіяльності»; сексуальна просвіта та надання знань про контрацепцію нерідко проводяться окремо.

### Різниця у виборі навчальних курсів
Спосіб дискримінації жінок системою освіти, особливо поширений в середній школі, — вибір дисциплін. Існує великий гендерний розрив у курсах, вибраних чоловіками і жінками, що призводить до різних освітніх і професійних траєкторій. Наприклад, жінки, як правило, обирають менше сучасних математичних, точно-наукових дисциплін, а також комп'ютингу, що призводить їх недостатньої підготовки, щоб продовжувати їх вивчення у системі вищої освіти. Не можна забувати, що вибір жінками та чоловіками навчальних курсів і кар'єри обмежений всім попереднім гендерним вихованням, викривленими через нього уявленнями про свої можливості і здібності, а також страхом суспільного осуду за «нежіночі професії», «нечоловічі професії».
Студенти і студентки можуть також бути соціалізовані для очікуваної від них ролі через принцип відповідності (correspondence principle), викладений соціологами, в тому числі Семюел Боулз і Герберт Gintis: близькість між соціальним статусом та навчанням, отриманим у школі. Дівчаткам пропонується освоювати навички, що цінуються переважно в жіночих колах (тобто, в середньому, середовищі низькооплачуваної роботи з обслуговування), в той час як хлопчиків навчають лідерських навичок «чоловічих» професій (найчастіше високооплачуваних та престижних). Під впливом цього уже на середніх та середньо-спеціальних етапах навчання хлопчики більше тяжіють до точних наук, технології, економіки та математики, ніж їхні однокласниці.
Найяскравішим прикладом різниці в навчальних програмах та насадження гендерних стереотипів є заклади роздільного навчання.

### Роздільне навчання

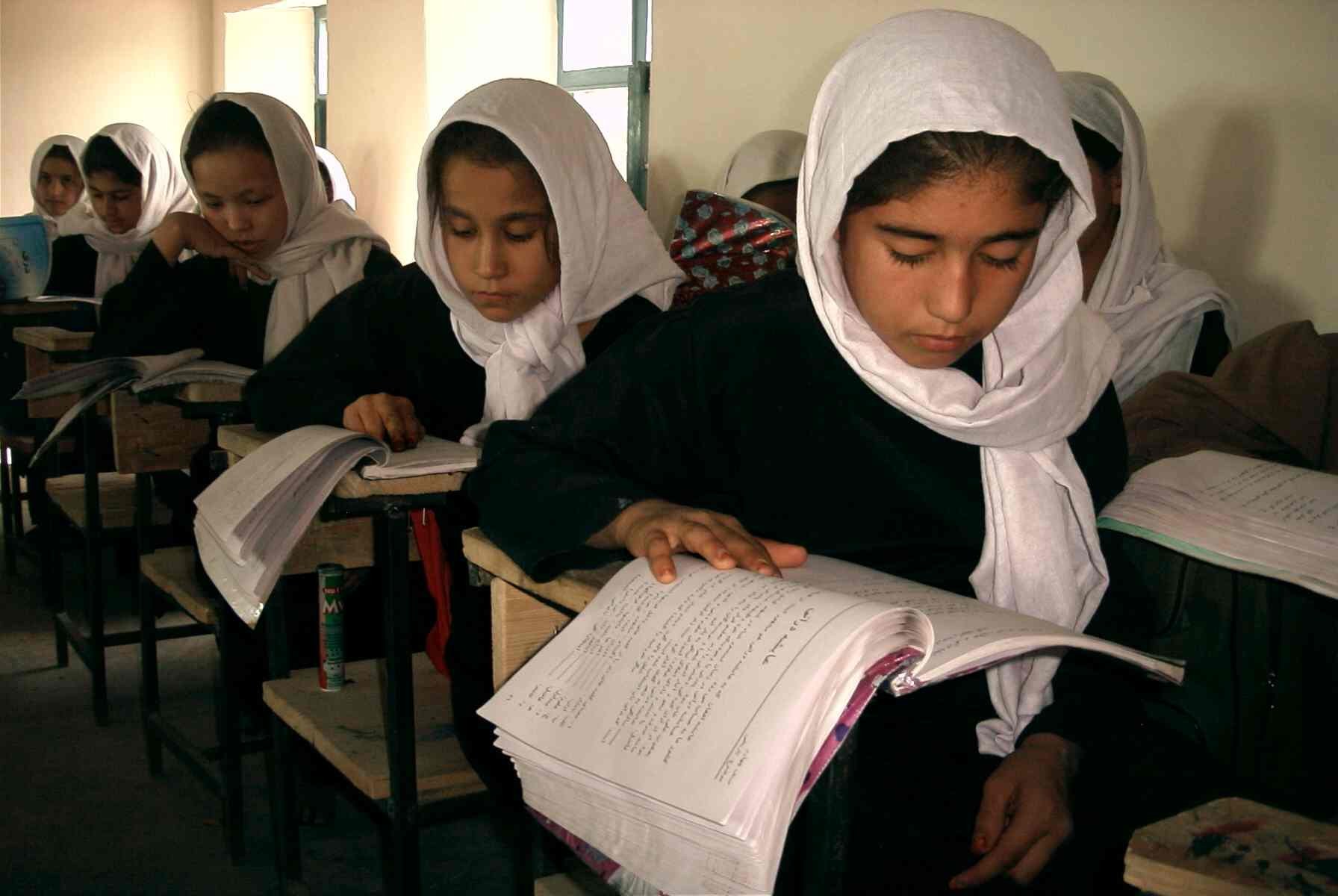
Школа для дівчаток в Афганістані

## Наслідки гендерної дискримінації в освіті

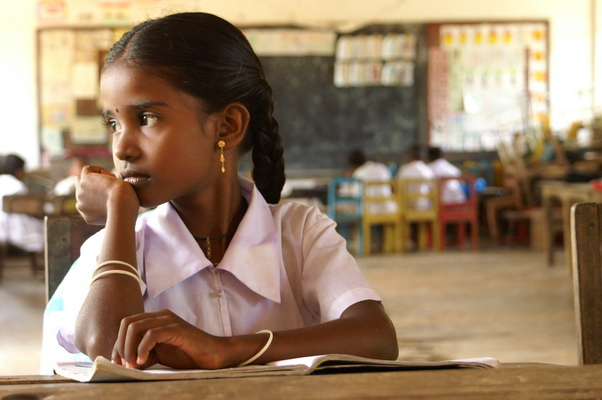
Школярка у Шрі-Ланці

Результати дискримінації здебільшого торкаються низькостатусної та низькооплачуваної зайнятості, пов'язаної з гендерними стереотипами, частково спричинених стереотипами щодо спеціалізації. Гендерна дискримінація, навмисні чи ні, впливає на посади, котрих студентки та студенти можуть добитися в майбутньому. В основному це торкається жінок:
- Жінки продовжують виконувати більшість домашніх обов'язків, хоча їх зайнятість на роботі й зростає.
- Дискримінація за статтю в старшій школі та при виборі навчальних курсів спричинює те, що жінки виявляються непідготовленими чи недостатньо кваліфікованими для отримання більш престижних, високооплачуваних професій.
- Дискримінація в освіті (внаслідок прихованого навчального плану) робить жінок більш пасивними, тихими, менш наполегливими та асертивними.
- Жінки не можуть знайти себе в галузі науки, технології, інженерії та математики (STEM), тому що з початку освіти були настроювані проти цих дисципін та навчальних курсів. Всередині школи і суспільства дівчаток підштовхували до більш легких, більш «жіночних» занять, таких як домашнє господарство, обслуговуюча праця (включаючи педагогіку, психологію, медсестринство), мистецтво. Вони також не могли бачити багато жінок в галузі STEM, аби брати з них приклад. Це знижує кількість жінок в STEM, чим повторює і продовжує цикл.[34]

Взаємодія у класі також може мати незримі наслідки. Оскільки гендер — це те, чому ми вчимося, щоденні взаємодії формують наше уявлення про те, як реалізовувати гендер, вести себе у відповідності до котрогось з них (гендерний перформанс, гендерний дисплей). Викладацький та допоміжний склад може елементарно підкріплювати певні гендерні ролі, не думаючи. Їх комунікативні взаємодії можуть також обособлювати, вирізняти чи ізолювати певних студентів чи студенток. Наприклад, вчитель/ка може викликати деяких дітей частіше за інших: у тих, кого викликають рідше, знижується впевненість у собі. Причиною може бути очікування на кшталт, що «дівчинка вправна у малюванні», а «хлопчики здібні до будівництва». Такі взаємодії обмежують заняття дітей до приписуваних їм ролей.
Інші наслідки випливають з того, які правила поведінки передаються як «доречні» для хлопчиків та дівчаток, наприклад на уроках фізкультури. Вчитель/ки можуть навмисно не намагатись пов'язувати ці відмінності, але, як правило, роблять зауваження та коментарі, засновані на гендерних фізичних здібностях. Наприклад, хлопчику можуть казати, що він кидає м'яч, як дівчинка, що закріплює його маскулінність і використання грубої сили. Водночас передбачаючи, що дівчатка апріорі нездатні кидати м'яч добре, чим закріплює таку думку і у дівчаток. Дівчинці, з іншого боку, можуть казати, що вона занадто «хлоп'яча», через що вона стає замкнутішою і менш мотивованою.

## Гендерний розрив у рівні грамотності
Критики гендерного розриву в освіті часто звертають увагу на перевагу чоловіків над жінками в науці і математики, але не визнають відставання чоловіків від жінок у грамотності. Насправді, останні національні тести, зібраних NAEP оцінки, показують, що дівчата досягли або перевищили показників у хлопчиків на всіх вікових рівнях. Розрив в показниках грамотності в четвертому класі є еквівалентом відставання хлопчиків на два роки від дівчат у читанні і письмі. У середній школі рівень, статистика від освітнього тестування служба показують, що відставання чоловіків від жінок за грамотністю у восьмому класі більш ніж у шість разів перевищує розрив в математичній успішності на користь чоловіків. Ці висновки підтверджені по всьому світу, Міжнародна асоціація з оцінки шкільної успішності (МШУ) визнала гендер найпотужнішим предиктором ефективності в дослідженні з 14 країн.
Перешкоджають грамотності і вказівки для чоловіків — негласне правило стримувати почуття та/або виражати емоції. Менш імовірно, що самці обміняються думками про літературу і висловлять вчителю, коли виникають труднощі, відчувають розчарування або не розуміють матеріал. Замість цього самці вовтузяться, відволікаються, отримують догани і часто кидають зовсім. З іншого боку, дівчата стримані в проявах будь-якої активності, крім правильних відповідей за темою уроку, — суспільним заохоченням покірності та слухняності, а також від них очікується більша сумлінність та виконавські якості, тоді як хлопчик не має слухатись, «бо не зможе бути лідером»; тому імовірно, що учениці просто більше стараються.